# زبانه آرنولد

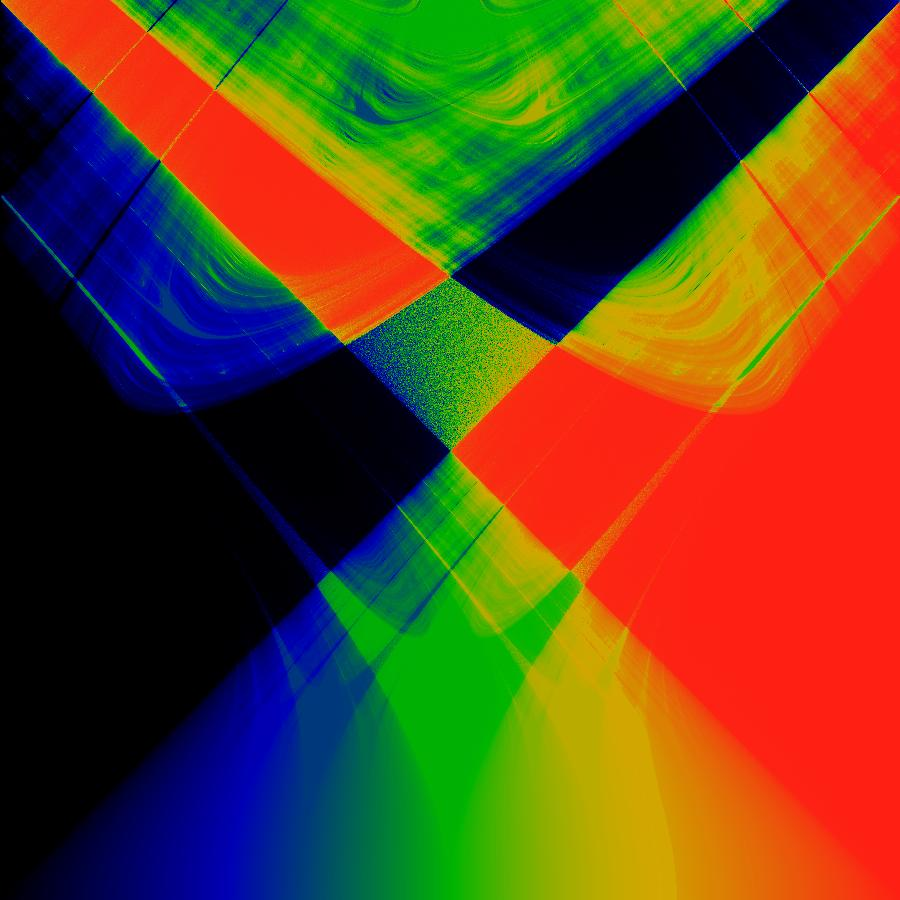
عدد چرخش برای مقادیر مختلف دو پارامتر نگاشت دایره‌ای: Ω در محور x و K در محور y. برخی از اشکال زبانه قابل مشاهده است.

در ریاضیات، به‌ویژه در سامانه‌های پویا، زبانه‌های آرنولد (به نام ولادیمیر آرنولد) یک پدیده تصویری (به انگلیسی: pictorial) است که هنگام تجسم‌سازی چگونگی تغییر عدد چرخش یک سامانه دینامیکی یا سایر ویژگی‌های ناوردایی مرتبط با آن، براساس دو یا بیشتر از پارامترهای آن تغییرمی‌کند. برای برخی از سیستم‌های دینامیکی، نواحی با عدد چرخش ثابت مشاهده شده‌اند که اشکال هندسی شبیه زبانه‌ها را تشکیل می‌دهند که در این صورت به آنها زبانه‌های آرنولد می‌گویند.
زبانه‌های آرنولد در طیف وسیعی از پدیده‌های طبیعی مشاهده می‌شوند که شامل کمیت‌های نوسانی هستند، مانند غلظت آنزیم‌ها و زیرلایه‌ها در فرآیندهای بیولوژیکی و امواج الکتریکی قلب. گاهی اوقات فرکانس نوسان به مقداری بستگی دارد یا محدود می‌شود (به عنوان مثال، قفل-فاز یا قفل-مُدی، در برخی زمینه‌ها) براساس کمیت، و اغلب مطالعه این رابطه جالب است. به عنوان مثال، شروع یک تومور باعث ایجاد یک سری نوسانات ماده (عمدتا پروتئین‌ها) می‌شود که با یکدیگر تعامل دارند. شبیه‌سازی‌ها نشان‌می‌دهند که این واکنش‌ها باعث ظاهرشدن زبانه‌های آرنولد می‌شود، یعنی فرکانس برخی از نوسانات، نوسان‌های دیگر را محدودمی‌کند و این می‌تواند برای کنترل رشد تومور استفاده شود.
نمونه‌های دیگری که زبان‌های آرنولد را می‌توان یافت شامل ناهماهنگی آلات موسیقی، رزونانس مداری و قفل کشندی و مدی ماه‌های درحال گردش، قفل-مُدی در فیبر نوری و حلقه‌های قفل‌شده-فاز و سایر نوسان‌سازهای الکترونیکی و همچنین در ضربان‌های قلبی، آریتمی‌های قلبی و چرخه سلولی.
یکی از ساده‌ترین مدل‌های فیزیکی که قفل-مُدی را نشان می‌دهد، شامل دو دیسک چرخان است که توسط یک فنر ضعیف به هم متصل شده‌اند. یک دیسک اجازه دارد آزادانه بچرخد و دیگری توسط یک موتور به حرکت درمی‌آید. قفل-مدی زمانی اتفاق می‌افتد که دیسک آزادانه درحال چرخش با فرکانسی بچرخد که مضربی منطقی از فرکانس چرخاننده راه‌انداز است.
ساده‌ترین مدل ریاضی که قفل-مُدی را نشان می‌دهد، نگاشت دایره است که تلاش می‌کند حرکت دیسک‌های درحال چرخش را در فواصل زمانی گسسته ثبت کند.

## یادداشت
1. ↑  Arnol'd, V.I. (1961). "Small denominators. I. Mapping the circle onto itself". Izvestiya Rossiiskoi Akademii Nauk. Seriya Matematicheskaya. 25 (1): 21–86. Section 12 in page 78 has a figure showing Arnold tongues.
2. ↑  Translation to english of Arnold's paper: S. Adjan; V. I. Arnol'd; S. P. Demuškin; Ju. S. Gurevič; S. S. Kemhadze; N. I. Klimov; Ju. V. Linnik; A. V. Malyšev; P. S. Novikov; D. A. Suprunenko; V. A. Tartakovskiĭ; V. Tašbaev. Eleven Papers on Number Theory, Algebra and Functions of a Complex Variable. Vol. 46. American Mathematical Society Translations Series 2.
3. 1 2  Jensen, M.H.; Krishna, S. (2012). "Inducing phase-locking and chaos in cellular oscillators by modulating the driving stimuli". FEBS Letters. 586 (11): 1664–1668. arXiv:1112.6093. doi:10.1016/j.febslet.2012.04.044. PMID 22673576.
4. ↑  Gérard, C.; Goldbeter, A. (2012). "The cell cycle is a limit cycle". Mathematical Modelling of Natural Phenomena. 7 (6): 126–166. doi:10.1051/mmnp/20127607.
5. ↑  Nakao, M.; Enkhkhudulmur, T.E.; Katayama, N.; Karashima, A. (2014). Entrainability of cell cycle oscillator models with exponential growth of cell mass. Conference of Engineering in Medicine and Biology Society. IEEE. pp. 6826–6829.